# Réserve écologique de la Chênaie-des-Îles-Finlay
Die Réserve écologique de la Chênaie-des-Îles-Finlay (französisch für „Ökologisches Schutzgebiet Chênaie-des-Îles-Finlay“) ist ein 94 Hektar großes Schutzgebiet in der kanadischen Provinz Québec.

## Lage
Diese Schutzgebiete sind meist für die Öffentlichkeit nicht zugänglich, mit Ausnahme von vier Schutzgebieten, nämlich Serpentine-de-Coleraine, Forêt-la-Blanche, Tourbières-de-Lanoraie und Île-Brion.

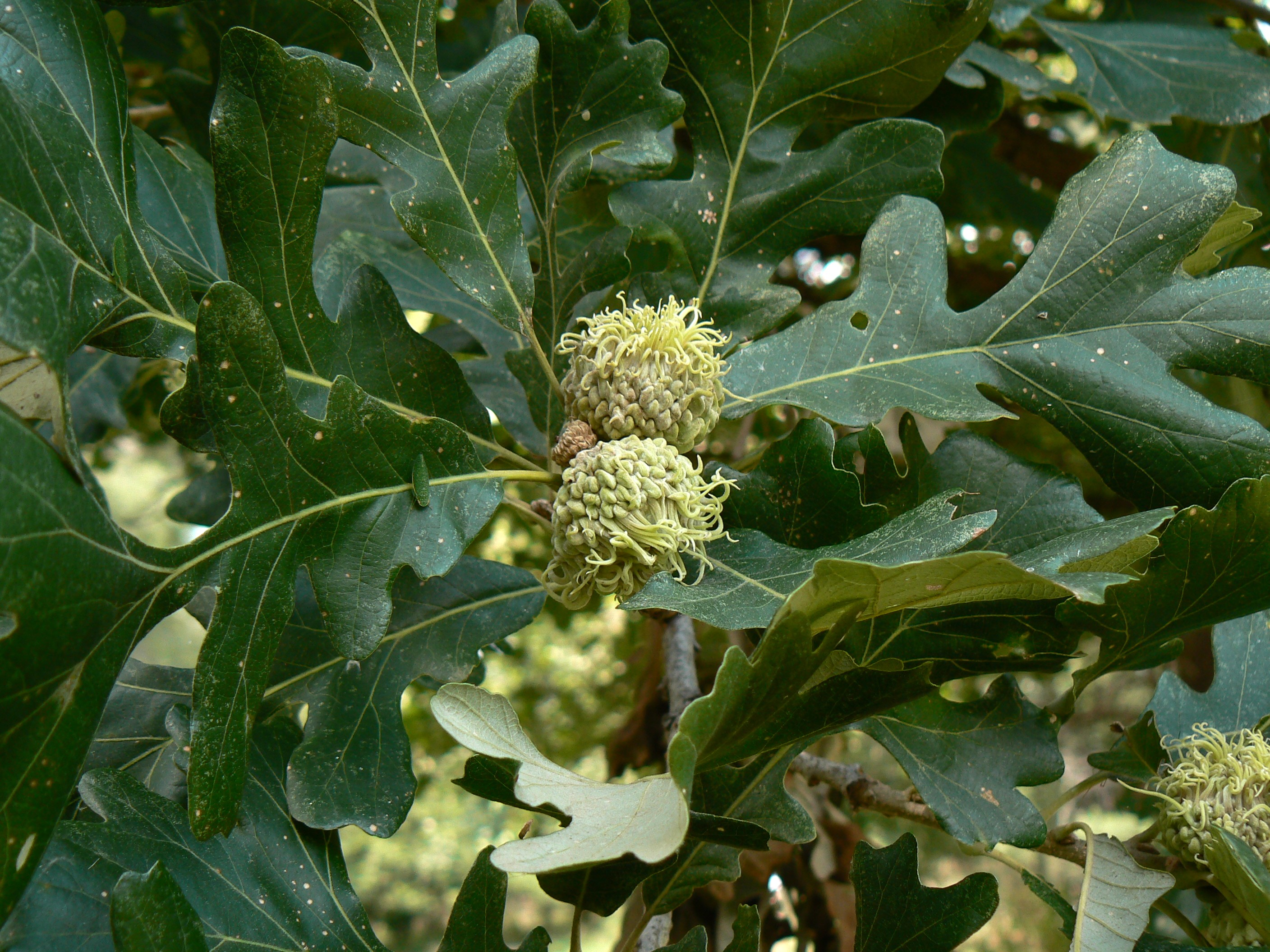
Blätter von Quercus macrocarpa, einer Eichenart

Das Schutzgebiet Chênaie-des-Îles-Finlay liegt auf den Finlay-Inseln (Îles Finlay) am äußersten Westende des Lac Coulonge, unweit von Waltham. Es birgt ein Eichenvorkommen, das durch große Blätter gekennzeichnet ist (Quercus macrocarpa), und zugleich eine Reihe von Sandinseln, die für das Gebiet des Ottawa-Flusses typisch sind. Dabei handelt es sich im Falle der Eichen um eines der nördlichsten Vorkommen dieser Art. Darüber hinaus gibt es sieben bedrohte Pflanzen im Gebiet, nämlich Amerikanische Weiß-Eiche (Quercus alba), Hudsonia tomentosa aus der Familie der Zistrosengewächse, Cyperus lupulinus subsp. macilentus aus der Gattung der Zypergräser, Versteckblütiges Fallsamengras (Sporobolus cryptandrus), Polygonella articulata oder Coastal Jointweed und Lysimachia quadrifolia aus der Familie der Myrsinengewächse.

## Fauna
Außerdem leben hier Schildkröten, wie die Dornrand-Weichschildkröte (Apalone spinifera) und die Landkarten-Höckerschildkröte, letztere wurde erst in den 1990er Jahren bemerkt. Des Weiteren existieren 44 Vogelarten auf den Inseln. An größeren Säugetieren fanden sich sechs Arten, nämlich Squirrel (Hörnchen), Schwarzbär, Biber, Bisam und Weißwedelhirsch sowie Waschbär. Hinzu kommen weitere vier Arten kleiner Säugetiere, nämlich Mausarten: Amerikanische Kurzschwanzspitzmäuse, Amerikanische Maskenspitzmaus, dann die Wiesenhüpfmaus und schließlich die Weißfußmaus.